# La Quina
La Quina  is een archeologische vindplaats in de gemeente Magnac-lès-Gardes in het departement Charente, Frankrijk. De vindplaats strekt zich uit over bijna 700 m en omvat twee locaties, die werden bewoond tijdens het Middenpaleolithicum, waarin door de Neanderthalers stenen werktuigen werden gebruikt van het type Moustérien), en later tijdens de laatste IJstijd, tijdens het begin van het Laatpaleolithicum , waarin stenen werktuigen werden gebruikt door Homo sapiens van de types Châtelperronien en Aurignacien).

## Eerste ontdekkingen
Gustave Chauvet, notaris in Edon en als amateur-archeoloog lid van de Archeologische en Historische Vereniging van de Charente, ontdekte en beschreef deze vindplaats in 1872. 
Eerst werd er in een grot een neolithische begraafplaats gevonden met daari als als grafgift een gepolijste vuurstenen bijl. Tevens werden er talrijke vuurstenen messen gevonden uit het veel oudere Magdalenien, de door de cro-magnonmens vervaardigde werktuigen tijdens het koudste deel van de laatste IJstijd.

## Latere ontdekkingen
De vindplaats werd in oktober 1905 opnieuw onderzocht door de Franse acheoloog en paleontoloog Léon Henri-Martin. 
Henri-Martin bleef hier werkzaam met onderzoek van 1906 tot 1936. Zijn dochter Germaine Henri-Martin zette zijn werk voort van 1953 tot 1965. Vanaf 1985 hebben A. Jelinek, A. Debénath en H. Dibble er nieuwe opgravingen ondernomen.
De opgravingen van Henri-Martin in de eerste afzetting leverden vooral stenen gereedschappen op op uit het Mousterien, gedateerd op een ouderdom van 43.000 ± 3600 jaar oud middels thermoluminescentie.
De Mousterien-lagen hebben ook talrijke resten van de fauna uit die periode opgeleverd (grote runderen, paarden, rendieren), waarvan sommige sporen van menselijke bewerking vertonen (breuken, snijsporen, gebruik als schrapers).
Op deze vindplaats werden ook de resten ontdekt van 27 individuen met de kenmerken van Homo neanderthalensis. Minstens één van deze individuen werd onmiskenbaar in een graf aangetroffen. Dit skelet werd opgegraven in 1911 en betreft een volwassen individu, waarschijnlijk een vrouw, die bekend geworden is als La Quina V of La Quina 5.
Ook werd het skelet van een ongeveer acht jaar oud Neanderthalerkind opgegraven, dat beschreven zou worden als La Quina 18.